# Easter (Album)
Easter (englisch für „Ostern“) ist das dritte Studioalbum der US-amerikanischen Rockmusikern Patti Smith, das im März 1978 erschien. Es ist das zweite Album, welches sie mit der Patti Smith Group veröffentlichte.

## Entstehung und Veröffentlichung
Die Erstveröffentlichung von Easter erfolgte am 3. März 1978 bei Arista Records. Das Album erschien in seiner Originalausgabe als LP mit elf Titeln (Katalognummer: 201 128-270). Während es im Jahr 1988 erstmals als CD-Ausführung mit neun lediglich neun Titeln erschien (Katalognummer: 251 128), erschien am 24. Juni 1996 eine remasterte CD-Ausführung mit dem Bonustitel God Speed (Katalognummer: 07822 18826 2).
Geschrieben wurden alle Lieder, mit Ausnahme von Privilege (Set Me Free), von Frontfrau Patti Smith. Bei den meisten Liedern wurde sie durch Koautoren unterstützt, so unter anderem bei Because the Night von Bruce Springsteen oder auch bei Space Monkey von Ivan Král und Tom Verlaine. Die Produktion aller Lieder erfolgte alleine durch Jimmy Iovine. Das Frontcover stammt von Lynn Goldsmith und die Aufnahmen der Liner Notes stammen von Cindy Black und Robert Mapplethorpe.

## Inhalt und Stil
Anders als seine zwei Vorgängeralben enthält das Album eine Vielzahl musikalischer Stile, etwa Folk, Rock ’n’ Roll oder auch Popmusik. Neben der Stammbesetzung der Gruppe spielten auf verschiedenen Stücken Gastmusiker wie Allen Lanier (Blue Öyster Cult) mit.
Neben dem religiösen Titel weist das Album an vielen Stellen eine biblische oder christliche Bildsprache auf. Privilege (Set Me Free) ist eine Anspielung auf den britischen Film Privilege; der Text ist an den Psalm 23 angelegt. Der letzte Satz der Liner Notes ist ein Zitat aus dem zweiten Brief an Timotheus 4:7 – Ich habe den guten Kampf gekämpft, den Lauf vollendet…

## Titelliste
Seite 1
1. Till Victory (Smith, Kaye) – 2:45
2. Space Monkey (Smith, Ivan Král, Tom Verlaine) – 4:04
3. Because the Night (Smith, Springsteen) – 3:32
4. Ghost Dance (Smith, Kaye) – 4:40
5. Babelogue (Smith) – 1:25
6. Rock N Roll Nigger (Smith, Kaye) – 3:13

Seite 2
1. Privilege (Set Me Free) (Mel London, Mike Leander, Traditional) – 3:27
2. We Three (Smith) – 4:19
3. 25th Floor (Smith, Kral) – 4:01
4. High on Rebellion (Smith) – 2:37
5. Easter (Smith, Jay Dee Daugherty) – 6:15

Bonustitel (CD Ausgabe)
1. God Speed (Smith, Kral) – 6:09

## Rezeption
Das Album erhielt überwiegend positive Kritiken. Dave Marsh nannte es im Rolling Stone „transzendent und erfüllt“.
Nick Tosches beschreibt es als „ein Album voll christlicher Obsessionen, speziell die von Tod und Auferstehung“ und nannte es Smiths beste Arbeit.
William Ruhlmann vergab bei Allmusic viereinhalb von fünf Sternen und schrieb über das Album:

“Easter…was Smith's most commercial-sounding effort yet and, due to the inclusion of Springsteen's Because the Night... a Top Ten hit, it became her biggest seller...Certainly, a song that proclaimed, Love is an angel disguised as lust/Here in our bed until the morning comes, was pushing the limits of pop radio...So, Easter turned out to be the best compromise Smith achieved between her artistic and commercial aspirations.”

„Easter... war Smiths bislang kommerziellst klingende Leistung, vor allem durch die Aufnahme von Springsteens Because the Night ... ein Top-Ten-Hit, der ihr größter Verkaufserfolg wurde... Sicher, ein Lied, das verkündete Die Liebe ist ein als Lust verkleideter Engel / Hier in unserem Bett bis der Morgen kommt, verschob die Grenzen des Popradios ... So geriet Easter zum besten Kompromiss, den Smith zwischen ihren künstlerischen und kommerziellen Ansprüchen erreichen konnte.“

## Kommerzieller Erfolg

### Chartplatzierungen
| ChartsChartplatzierungen       | Höchstplatzierung | Wochen |
| ------------------------------ | ----------------- | ------ |
| Deutschland (GfK)              | 43 (3 Wo.)        | 3      |
| Vereinigte Staaten (Billboard) | 20 (23 Wo.)       | 23     |
| Vereinigtes Königreich (OCC)   | 16 (14 Wo.)       | 14     |

### Auszeichnungen für Musikverkäufe
| Land/Region                  | Auszeichnungen für Musikverkäufe (Land/Region, Auszeichnung, Verkäufe) | Verkäufe |
| ---------------------------- | ---------------------------------------------------------------------- | -------- |
| Frankreich (SNEP)            | Gold                                                                   | 100.000  |
| Vereinigtes Königreich (BPI) | Silber                                                                 | 60.000   |
| Insgesamt                    | 1× Silber · 1× Gold ·                                                  | 160.000  |